# Rugby Viadana 2003-2004
Nella stagione regolare 2003-04 l'Arix Viadana si classifica al 3º posto ma viene sconfitto da Calvisano nelle semifinali coi punteggi di 19-22 e 6-21. In Coppa Italia approda in semifinale, dopo essersi qualificata come prima nel girone B, dove supera 29 a 16 la Benetton per poi cedere nuovamente 8-21 a Calvisano nella finale giocata a Jesolo. Una stagione sfortunata, confermata dall'eliminazione al primo turno di European Challenge Cup nel doppio confronto contro Brive dove, a fronte della vittoria nel ritorno per 38 a 22, pesò la pesante sconfitta di 3-39 subita in trasferta. Successivamente fu sconfitta 19-25 dal Montpellier nella finale di European Shield, dopo aver superato l'UC Madrid, i Rotherham Titans e il Parma.

## Super 10 2003-04

### Stagione regolare
| Incontro             | Andata | Ritorno |
| -------------------- | ------ | ------- |
| Viadana — L’Aquila   | 39-6   | 15-22   |
| GRAN Parma — Viadana | 22-15  | 29-37   |
| Viadana — Rovigo     | 32-15  | 11-52   |
| Leonessa — Viadana   | 14-21  | 19-25   |
| Viadana — Benetton   | 14-19  | 17-37   |
| Petrarca — Viadana   | 17-23  | 16-37   |
| Viadana — Parma      | 23-23  | 10-15   |
| Viadana — Rugby Roma | 46-13  | 32-9    |
| Calvisano — Viadana  | 27-15  | 20-36   |

#### Risultati della stagione regolare
| Posizione | G  | V  | N | P | PF  | PS  | DP  | B | Pt |
| --------- | -- | -- | - | - | --- | --- | --- | - | -- |
| 3ª        | 18 | 10 | 1 | 7 | 448 | 375 | +73 | 9 | 51 |

### Fase finale
| Turno | Incontro            | Andata | Ritorno |
| ----- | ------------------- | ------ | ------- |
| SF    | Viadana — Calvisano | 19-22  | 6-21    |

## Coppa Italia 2003-04

### Prima fase

#### Girone B
| Incontro             | Andata | Ritorno |
| -------------------- | ------ | ------- |
| Viadana — GRAN Parma | 35-21  | 35-28   |
| Rovigo — Viadana     | 18-36  | 12-39   |
| Viadana — Calvisano  | 22-31  | 13-37   |
| Leonessa — Viadana   | 15-51  | 23-36   |

#### Risultati del girone B
| Posizione | G | V | N | P | PF  | PS  | DP  | B | Pt |
| --------- | - | - | - | - | --- | --- | --- | - | -- |
| 1ª        | 8 | 6 | 0 | 2 | 267 | 185 | +82 | 6 | 30 |

### Fase finale
| Turno | Incontro            | Risultato |
| ----- | ------------------- | --------- |
| SF    | Viadana — Benetton  | 29-16     |
| F     | Calvisano — Viadana | 21-8      |

## European Challenge Cup 2003-04
| Turno | Incontro        | Andata | Ritorno |
| ----- | --------------- | ------ | ------- |
| TP    | Brive — Viadana | 39-3   | 22-38   |

## European Shield 2003-04
| Turno | Incontro                    | Andata | Ritorno |
| ----- | --------------------------- | ------ | ------- |
| OT    | Club de Rugby UCM — Viadana | 27-60  | 3-43    |
| QT    | Viadana — Rotherham         | 32-30  | 21-22   |
| SF    | Parma — Viadana             | 32-42  | 27-33   |
| F     | Viadana — Montpellier       | 19-25  | 19-25   |

## Verdetti
- Viadana qualificato alla European Challenge Cup 2004-2005.